# Congratulations (Cliff Richard)
Congratulations is een hitsingle uit 1968 van de Britse zanger Cliff Richard.
Richard werd voor het Verenigd Koninkrijk uitgezonden naar het Eurovisiesongfestival in Londen waar hij met 28 punten net niet het festival won. In de Nederlandse Top 40 bereikte het de koppositie waar het vier weken verbleef.

## Hitnoteringen

### Nederlandse Top 40
| Hitnotering: 30-03-1968 t/m 29-06-1968 | Hitnotering: 30-03-1968 t/m 29-06-1968 | Hitnotering: 30-03-1968 t/m 29-06-1968 | Hitnotering: 30-03-1968 t/m 29-06-1968 | Hitnotering: 30-03-1968 t/m 29-06-1968 | Hitnotering: 30-03-1968 t/m 29-06-1968 | Hitnotering: 30-03-1968 t/m 29-06-1968 | Hitnotering: 30-03-1968 t/m 29-06-1968 | Hitnotering: 30-03-1968 t/m 29-06-1968 | Hitnotering: 30-03-1968 t/m 29-06-1968 | Hitnotering: 30-03-1968 t/m 29-06-1968 | Hitnotering: 30-03-1968 t/m 29-06-1968 | Hitnotering: 30-03-1968 t/m 29-06-1968 | Hitnotering: 30-03-1968 t/m 29-06-1968 | Hitnotering: 30-03-1968 t/m 29-06-1968 | Hitnotering: 30-03-1968 t/m 29-06-1968 |
| Week                                   | 1                                      | 2                                      | 3                                      | 4                                      | 5                                      | 6                                      | 7                                      | 8                                      | 9                                      | 10                                     | 11                                     | 12                                     | 13                                     | 14                                     |                                        |
| -------------------------------------- | -------------------------------------- | -------------------------------------- | -------------------------------------- | -------------------------------------- | -------------------------------------- | -------------------------------------- | -------------------------------------- | -------------------------------------- | -------------------------------------- | -------------------------------------- | -------------------------------------- | -------------------------------------- | -------------------------------------- | -------------------------------------- | -------------------------------------- |
| Nummer                                 | 35                                     | 13                                     | 6                                      | 3                                      | 1                                      | 1                                      | 1                                      | 1                                      | 2                                      | 5                                      | 8                                      | 14                                     | 23                                     | 37                                     | uit                                    |

### Parool Top 20
| Hitnotering: 06-04-1968 t/m 15-06-1968 | Hitnotering: 06-04-1968 t/m 15-06-1968 | Hitnotering: 06-04-1968 t/m 15-06-1968 | Hitnotering: 06-04-1968 t/m 15-06-1968 | Hitnotering: 06-04-1968 t/m 15-06-1968 | Hitnotering: 06-04-1968 t/m 15-06-1968 | Hitnotering: 06-04-1968 t/m 15-06-1968 | Hitnotering: 06-04-1968 t/m 15-06-1968 | Hitnotering: 06-04-1968 t/m 15-06-1968 | Hitnotering: 06-04-1968 t/m 15-06-1968 | Hitnotering: 06-04-1968 t/m 15-06-1968 | Hitnotering: 06-04-1968 t/m 15-06-1968 | Hitnotering: 06-04-1968 t/m 15-06-1968 |
| Week                                   | 1                                      | 2                                      | 3                                      | 4                                      | 5                                      | 6                                      | 7                                      | 8                                      | 9                                      | 10                                     | 11                                     |                                        |
| -------------------------------------- | -------------------------------------- | -------------------------------------- | -------------------------------------- | -------------------------------------- | -------------------------------------- | -------------------------------------- | -------------------------------------- | -------------------------------------- | -------------------------------------- | -------------------------------------- | -------------------------------------- | -------------------------------------- |
| Nummer                                 | 10                                     | 4                                      | 2                                      | 2                                      | 1                                      | 1                                      | 5                                      | 5                                      | 6                                      | 8                                      | 13                                     | uit                                    |

### NPO Radio 2 Top 2000
In de NPO Radio 2-jaarlijst van de Top 2000 stond het ook diverse keren.

| Nummer met noteringen in de NPO Radio 2 Top 2000 | '99 | '00  | '01  | '02-'03 | '04  | '05  | '06  | '07  | '08  |
| ------------------------------------------------ | --- | ---- | ---- | ------- | ---- | ---- | ---- | ---- | ---- |
| Congratulations                                  | 624 | 1093 | 1417 | -       | 1996 | 1925 | 1983 | 1926 | 1884 |

1. ↑  Een '-' betekent dat het nummer niet was genoteerd en een vetgedrukt getal geeft de hoogste notering aan.
2. ↑  Deze tabel is bijgewerkt tot en met de laatste editie (2024).